# Never Gonna Learn EP
Never Gonna Learn EP è il terzo EP del gruppo musicale britannico Asking Alexandria, pubblicato il 21 gennaio 2022 dalla Better Noise Music.

## Descrizione
Distribuito soltanto digitalmente, il disco presenta due brani già pubblicati pochi mesi prima nel settimo album See What's on the Inside (Never Gonna Learn e Find Myself) e gli inediti New Devil e Miles Away, il primo dei quali realizzato con la partecipazione vocale di Maria Brink degli In This Moment.

## Tracce
Testi e musiche degli Asking Alexandria.
1. New Devil (feat. Maria Brink of In This Moment) – 3:34
2. Never Gonna Learn – 3:18
3. Miles Away – 4:33
4. Find Myself – 4:40

## Formazione
Gruppo
- Danny Worsnop – voce
- James Cassells – batteria
- Cameron Liddell – chitarra
- Benjamin Bruce – chitarra
- Sam Bettley – basso, pianoforte[3]

Altri musicisti
- Maria Brink – voce aggiuntiva (traccia 1)

Produzione
- Matt Good – produzione, missaggio
- Benjamin Bynum – assistenza tecnica
- Howie Weinberg – mastering
- Will Borza – mastering